# ОА (телесеріал)
«ОА» — американський телесеріал-драма з елементами наукової фантастики, надприродного та фентезі. OA дебютувала на Netflix 16 грудня 2016 року. Виконавчі продюсери Бріт Марлінг і Зал Батманглій, цей серіал є їх третьою спільною роботою. Серіал складається з двох сезонів по вісім епізодів. У серіалі Марлінг зіграє молоду жінку на ім'я Прері Джонсон, яка знову з'являється після семи років безвісти. Тепер Прері називає себе «ОА» і може бачити, незважаючи на те, що вона була сліпою до свого зникнення.
8 лютого 2017 року Netflix продовжив серіал на другий сезон під назвою «Частина II», який вийшов 22 березня 2019 року. Незважаючи на те, що його творці запланували, що "ОА « буде оповіданням із п'яти частин, які розподіляться протягом п'яти сезонів, однак 5 серпня 2019 року Netflix скасував серіал після двох сезонів, залишивши шоу з крутим фіналом. ОА отримав загалом прихильну критичну оцінку, в середньому 77 % для частини I і 92 % для частини II про Rotten Tomatoes. Часто виділяють режисуру, візуальні елементи та акторську гру серіалу, а також його соціальний вплив.

## Синопсис

### Частина І
У серіалі розповідається про Прері Джонсон, усиновлену молоду жінку, яка з'являється після семи років безвісти. Після повернення Прері називає себе „ОА“ (що означає „перший ангел“), має шрами на спині і може бачити, незважаючи на те, що була сліпою, коли вона зникла. ОА відмовляється розповісти ФБР і своїм прийомним батькам, де вона була та як їй відновили зір, натомість швидко збирає команду з п'яти місцевих жителів (чотири старшокласника і вчитель), яким вона розкриває цю історію. Нарешті, вона просить їхньої допомоги, щоб врятувати інших зниклих безвісти людей, яких вона стверджує, що може врятувати, відкривши портал в інший вимір.

### Частина II
Другий сезон розповідає про ОА, коли вона переходить в інший вимір і опиняється в Сан-Франциско, щоб продовжити пошуки свого колишнього викрадача Хепа та інших полонених. Прері перетинається з приватним детективом Карімом Вашингтоном і допомагає в його розслідуванні сюрреалістичного зникнення дівчини, яке стосується покинутого будинку з надприродною історією та онлайн гри-головоломки. Тим часом у своєму вимірі низка нещасливих подій спонукає п'ятьох супутників ОА вирушити в подорож Америкою, щоб допомогти ОА в її подорожі.

## Актори

### Головні
- Бріт Марлінг — Прері Джонсон / ОА / Ніна Азарова / „Бріт“
- Еморі Коен — Гомер Робертс[10]
- Скотт Вілсон — Абель Джонсон, прийомний батька Прері (1 сезон, 2 сезон як гість)
- Філліс Сміт — Бетті „BBA“ Бродерік-Аллен[11]
- Еліс Крідж — Ненсі Джонсон, прийомна мати Прері (1 сезон, 2 сезон як гість)
- Патрік Гібсон — Стів Вінчелл / „Патрік Гібсон“[12]
- Брендан Мейер — Джессі Міллз
- Брендон Переа — Альфонсо „Френч“ Соса
- Ян Александер — Бака Ву[13] і Мішель Ву (сезон 2)[14]
- Джейсон Айзекс — Хантер Алоїзіус „Хап“ Персі / доктор Персі / „Джейсон Айзекс“[15]
- Кінгслі Бен-Адір — Карім Вашингтон (2 сезон)
- Вілл Брілл — Скотта Брауна (2 сезон, 1 сезон, повторювальна)
- Шерон Ван Еттен — Рейчел ДеГрассо (2 сезон, 1 сезон, повторювальна)[16]
- Пас Вега — Рената Дуарте (2 сезон, 1 сезон, повторювальна)
- Хлоя Левін — Енджі (2 сезон, 1 сезон, повторювальна)

### Другорядні
- Хіам Аббас — Хатуна (1 сезон)
- Зої Тодоровський — Ніна Азарова, молода Прері Джонсон
- Маркус Чой — містер Ву
- Роберт Елі — Елліс Гілкріст, директор середньої школи (1 сезон)
- Микола Миколаєв — Роман Азаров, батько Ніни
- Шон Грандільо — Майлз Бреков (1 сезон)
- Захарі Джеміно — Карлос Соса, брат Альфонсо
- Гаррі Хейнс — Ноя
- Різ Ахмед — Еліаса Рахіма, консультант ФБР з травм
- Роберт Морган — Стен Маркхем, шериф (1 сезон)
- Майкл Кампсті — Леона Сітро (1 сезон)
- Бріа Вінаіт[17] — Дармі (2 сезон)
- Зендая — Фола Узакі (2 сезон)
- Зої Чао— Мо (2 сезон)
- Ірен Джейкоб — Елоді (2 сезон)
- Ейдзіро Озакі — Азраель / Стара ніч, гігантський восьминіг (голос) (2 сезон)
- Вінсент Картайзер — П'єр Раскін (2 сезон)
- Ліз Карр — Марлоу Роудса (2 сезон)
- Мелора Волтерс — Мелоді, яка супроводжує О. А. в клініку в епізоді „Ангел смерті“

## Епізоди
| Сезон | Епізоди | Епізоди | Оригінальний показ | Оригінальний показ |
| Сезон | Епізоди | Епізоди | Перший показ       | Останній показ     |
| ----- | ------- | ------- | ------------------ | ------------------ |
| 1     | 8       | 8       | 16 грудня 2016     | 16 грудня 2016     |
| 2     | 8       | 8       | 22 березня 2019    | 22 березня 2019    |

### Частина I (2016)
| № серії (загалом) | № в сезоні | Назва серії                  | Режисер(и)     | Сценарист(и)                  | Оригінальна дата виходу |
| ----------------- | ---------- | ---------------------------- | -------------- | ----------------------------- | ----------------------- |
| 1                 | 1          | «Глава 1: Повернення додому» | Зал Батманглій | Бріт Марлінг і Зал Батманглій | 16 грудня 2016          |
| 2                 | 2          | «Глава 2: Новий Колос»       | Зал Батманглій | Бріт Марлінг і Зал Батманглій | 16 грудня 2016          |
| 3                 | 3          | «Глава 3: Чемпіон»           | Зал Батманглій | Бріт Марлінг і Зал Батманглій | 16 грудня 2016          |
| 4                 | 4          | «Глава 4: На виїзді»         | Зал Батманглій | Бріт Марлінг і Зал Батманглій | 16 грудня 2016          |
| 5                 | 5          | «Глава 5: Рай»               | Зал Батманглій | Бріт Марлінг і Зал Батманглій | 16 грудня 2016          |
| 6                 | 6          | «Глава 6: Розгалуження»      | Зал Батманглій | Бріт Марлінг і Зал Батманглій | 16 грудня 2016          |
| 7                 | 7          | «Глава 7: Імперія Світла»    | Зал Батманглій | Бріт Марлінг і Зал Батманглій | 16 грудня 2016          |
| 8                 | 8          | «Глава 8: Невидиме Я»        | Зал Батманглій | Бріт Марлінг і Зал Батманглій | 16 грудня 2016          |

### Частина II (2019)
| № серії (загалом) | № в сезоні | Назва серії                  | Режисер(и)     | Сценарист(и)                          | Оригінальна дата виходу |
| ----------------- | ---------- | ---------------------------- | -------------- | ------------------------------------- | ----------------------- |
| 9                 | 1          | «Глава 1: Ангел смерті»      | Зал Батманглій | Бріт Марлінг і Зал Батманглій         | 22 березня 2019         |
| 10                | 2          | «Глава 2: Острів скарбів»    | Зал Батманглій | Демієн Обер і Нікі Палуга             | 22 березня 2019         |
| 11                | 3          | «Глава 3: Чарівне дзеркало»  | Ендрю Хей      | Нікі Палуга і Домінік Орландо         | 22 березня 2019         |
| 12                | 4          | «Глава 4: SYZYGY»            | Зал Батманглій | Бріт Марлінг, Зал Батманглій          | 22 березня 2019         |
| 13                | 5          | «Глава 5: Медіум та інженер» | Зал Батманглій | Бріт Марлінг, Демієн Обер і Генрі Бін | 22 березня 2019         |
| 14                | 6          | «Глава 6: Дзеркало Дзеркало» | Ендрю Хей      | Домінік Орландо і Клер Кішель         | 22 березня 2019         |
| 15                | 7          | «Глава 7: Ніна Азарова»      | Зал Батманглій | Бріт Марлінг і Зал Батманглій         | 22 березня 2019         |
| 16                | 8          | «Глава 8: Огляд»             | Зал Батманглій | Бріт Марлінг і Зал Батманглій         | 22 березня 2019         |

## Критика завершення серіалу
5 серпня 2019 року Netflix скасував серіал після двох сезонів, залишивши шоу з крутим фіналом. Марлінг написала, що вони з Бетманглій „глибоко сумували“, що не зможуть закінчити шоу. Шанувальники відповіли кампанією #SaveTheOA і #TheOAisReal у Twitter, петицією Change.org і опублікували відео, на якому вони виконують The Movements з шоу. Крім того, фан-база OA зібрала кошти на цифровий білборд на Таймс-сквер. Марлінг написала, що її зворушила підтримка фанів. Один фанат оголосив голодування біля штаб-квартири Netflix в Лос-Анджелесі на знак протесту проти повернення шоу; Марлінг і Батманглій відвідали її і запропонували їй їжу та воду. Деякі шанувальники в Інтернеті висунули теорію про те, що оголошення про скасування було просто мета рекламним ходом. Видатні творці інших телесеріалів також висловили свою любов до ОА, зокрема Шонда Раймс, Сем Есмаїл та Алекс Курцман.

## Прийом

#### Частина І
Частина I ОА отримала поляризовану, але загалом позитивну реакцію критиків. Rotten Tomatoes присвоїли першому сезону 77 % критичного схвалення та середню оцінку 7,59/10 на основі 66 оглядів, написавши, що „ OA більш, ніж в порядку“. Metacritic на основі 17 рецензій присвоїв серіалу рейтинг 61 зі 100, що вказує на „загалом схвальні відгуки“. Більшість рецензентів визнали амбіції серіалу та високо оцінили його таємничість та напрямок. Рецензенти зробили як сприятливі, і несприятливі порівняння з іншим оригінальним серіалом Netflix Дивні дива.

#### Частина II
Частина II отримала дуже позитивні відгуки після виходу. На Rotten Tomatoes другий сезон має рейтинг схвалення 92 % на основі 36 оглядів із середнім рейтингом 7,7/10. Критичний консенсус веб-сайту гласить: ' Другий сезон OA дає задовільні відповіді на найбільш шалені загадки його попередників, зберігаючи при цьому унікальну атмосферу, якої прагнули шанувальники». На Metacritic він має середню оцінку 70 зі 100 на основі 6 критиків, що вказує на «загалом схвальні відгуки». Критики особливо високо оцінили його сюрреалізм, режисуру та акторську гру.

### Відзнаки
OA був номінований на премію GLAAD Media Awards 2017 як найкращий драматичний серіал. Бріт Марлінг і Зал Батманглій були номіновані на премію Гільдії письменників Америки 2017 року за епізодичну драму.  Пас Вега була номінована в категорії «Краща жіноча роль у міжнародній постановці» 29-ї премії Союзу акторів і актрис у 2020 році.